# Cassatella di sant'Agata
La cassatella di sant'Agata (minnuzzi 'i sant'Àjita ou minnuzzi 'i Vìrgini en sicilien) est une friandise traditionnelle de Catane, fabriquée pendant la fête de Sainte Agathe.

## Origines
Selon Emanuele Ciaceri, la fête de Sainte Agathe a de nombreuses origines dans les cultes d'Isis. L'un des éléments les plus intéressants pour l'érudit est le gâteau appelé minnuzza di Vìrgini, dont on dit qu'il représente le sein de la déesse Isis dans son rôle de déesse mère,.